# Amber Tysiak
Amber Tysiak (* 26. Januar 2000 in Houthalen-Helchteren) ist eine belgische Fußballspielerin. Sie steht derzeit bei West Ham United unter Vertrag und spielte 2021 erstmals für die belgische Nationalmannschaft.

## Karriere

### Vereine
Amber Tysiak begann im Alter von fünf Jahren in einer Jugenmannschaft beim KFC Helson Helchteren mit dem Fußballspielen. Ihre Karriere begann sie bei KRC Genk. Im April 2020 wechselte sie zu den Oud-Heverlee Löwen. Im Januar 2023 wechselte sie dann zu West Ham United in die FA Women’s Super League.

### Nationalmannschaft
Tysiak wurde für das Freundschaftsspiel der belgischen U-16-Mannschaft gegen Deutschland am 28. November 2015 nominiert, kam allerdings nicht zum Einsatz. Sie absolvierte später mehrere Spiele für die U-17-Mannschaft und die U-19-Mannschaft und spielte unter anderem bei der U-19-Fußball-Europameisterschaft der Frauen 2019.
Für die belgische Nationalmannschaft kam sie erstmals am 18. Februar 2021 bei einem Spiel gegen die Niederlande zum Einsatz. Ihr erstes Tor und ihren ersten Hattrick für die Nationalmannschaft erzielte sie am 25. November 2021 beim 19:0-Sieg Belgiens gegen Armenien im Rahmen der Qualifikation zur Fußball-Weltmeisterschaft 2023. Bei der Fußball-Europameisterschaft der Frauen 2022 kam sie in einem Gruppenspiel zum Einsatz.
Am 11. Juni 2025  wurde sie für den EM-Kader nominiert. Sie kam in den drei Gruppenspielen zum Einsatz, schied mit der Mannschaft aber als Gruppendritte nach der Vorrunde aus.